# Акмечетські Ставки
Акмече́тські Ставки́ — село в Україні, у Прибузькій сільській громаді Вознесенського району Миколаївської області. Населення становить 363 осіб. До 2017 року орган місцевого самоврядування — Акмечетська сільська рада. Через село протікає річка Південний Буг.
До 1930 року село називалась Пасіка. 

## Історія
У 1930 році в селі був створений ордена Трудового Червоного Прапора радгосп «Акмечетські ставки», яким понад 20 років керував Герой Соціалістичної Праці Н. І. Куніцин.

## Населення

### Мова
Розподіл населення за рідною мовою за даними перепису 2001 року:
| Мова       | Кількість | Відсоток |
| ---------- | --------- | -------- |
| українська | 341       | 93.94%   |
| російська  | 21        | 5.79%    |
| румунська  | 1         | 0.27%    |
| Усього     | 363       | 100%     |